# Septomyxa fagicola
Septomyxa fagicola är en svampart som beskrevs av J.W. Ellis 1916. Septomyxa fagicola ingår i släktet Septomyxa och familjen Gnomoniaceae.   Inga underarter finns listade i Catalogue of Life.